# Zotalemimon sybroides
Zotalemimon sybroides är en skalbaggsart som först beskrevs av Stefan von Breuning 1939.  Zotalemimon sybroides ingår i släktet Zotalemimon och familjen långhorningar.
Artens utbredningsområde är Nepal. Inga underarter finns listade i Catalogue of Life.